# Francisco Sá (kommun)
Francisco Sá är en kommun i Brasilien.   Den ligger i delstaten Minas Gerais, i den sydöstra delen av landet, 500 km öster om huvudstaden Brasília. Antalet invånare är 24 918.
Följande samhällen finns i Francisco Sá:
- Francisco Sá

Omgivningarna runt Francisco Sá är huvudsakligen savann. Runt Francisco Sá är det glesbefolkat, med 9 invånare per kvadratkilometer.